# 足立山
足立山（あだちやま、あだちさん）は、福岡県北九州市小倉北区にある標高597.8mの山である。別名「霧が岳（きりがたけ）」。
山頂付近は、平地に比べて気温が低いため、最低でも年に一度程度は平地から冠雪を見ることができる。

## 概要
企救半島の根元に当たる部分に位置し、妙見山（512m）や戸ノ上山（518.1m）等と企救山地を形成し、北九州国定公園の一部に含まれる。九州百名山の一つである。北九州市の中心部である小倉の市街地に近く、夜景のスポットとしても有名である。
南西西に伸びる尾根の先に砲台山（442m）があり、この山頂付近に高射砲陣地が戦時中に設けられており、石垣などが残されている。

### 名前の由来
769年、宇佐八幡宮神託事件が起こった際、和気清麻呂が大隅国へ配流される途中、弓削道鏡の追っ手により足を負傷したが、足立山の冷泉 (霊泉)で平癒し、「足が立った」ことから足立山とよばれるようになったという伝説による。
山麓の小倉北区妙見町にある、足立山妙見宮（妙見神社・御祖神社）の境内に、猪にまたがった和気清麻呂の像がある。

## 関連項目

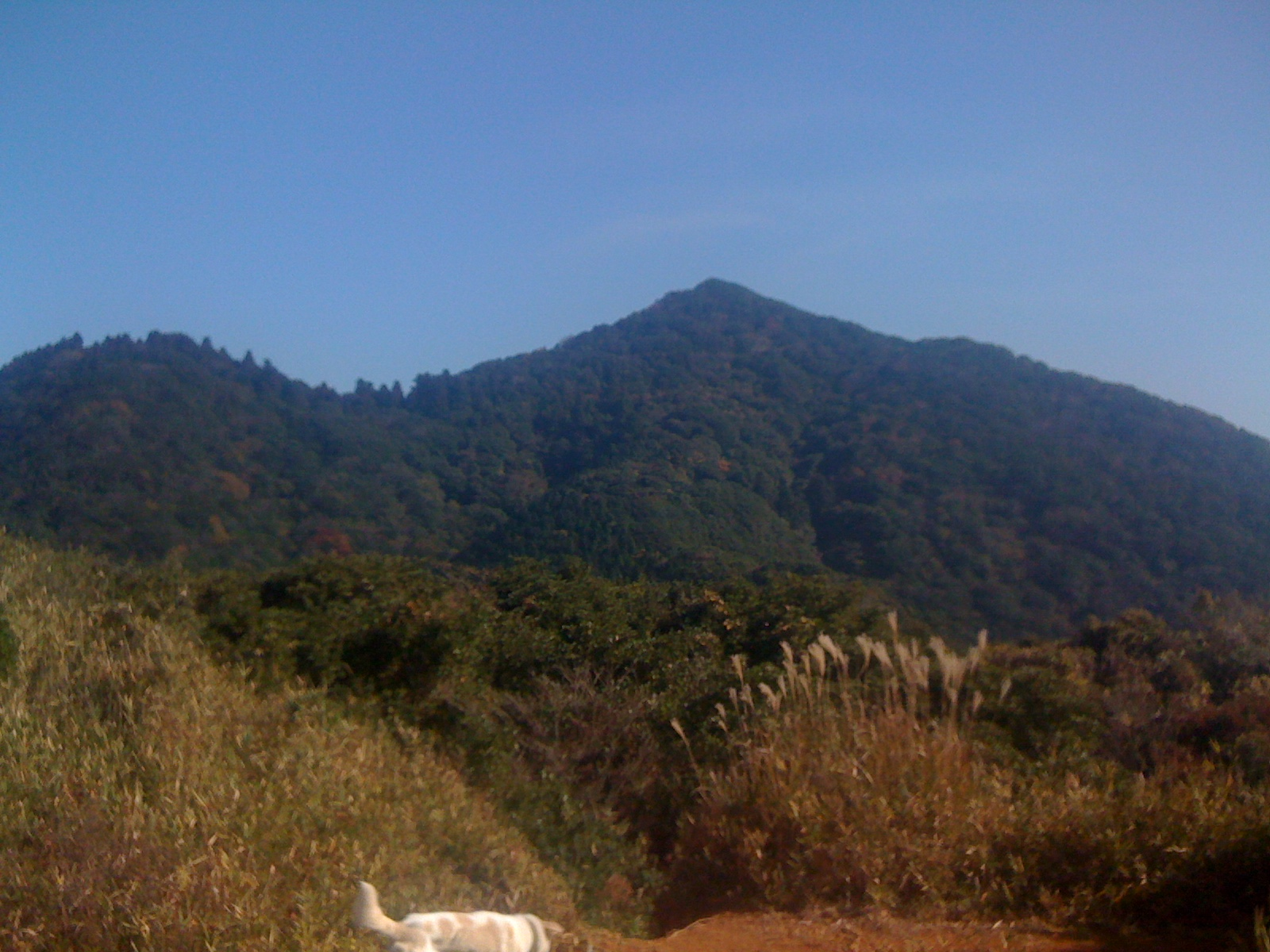
砲台山より
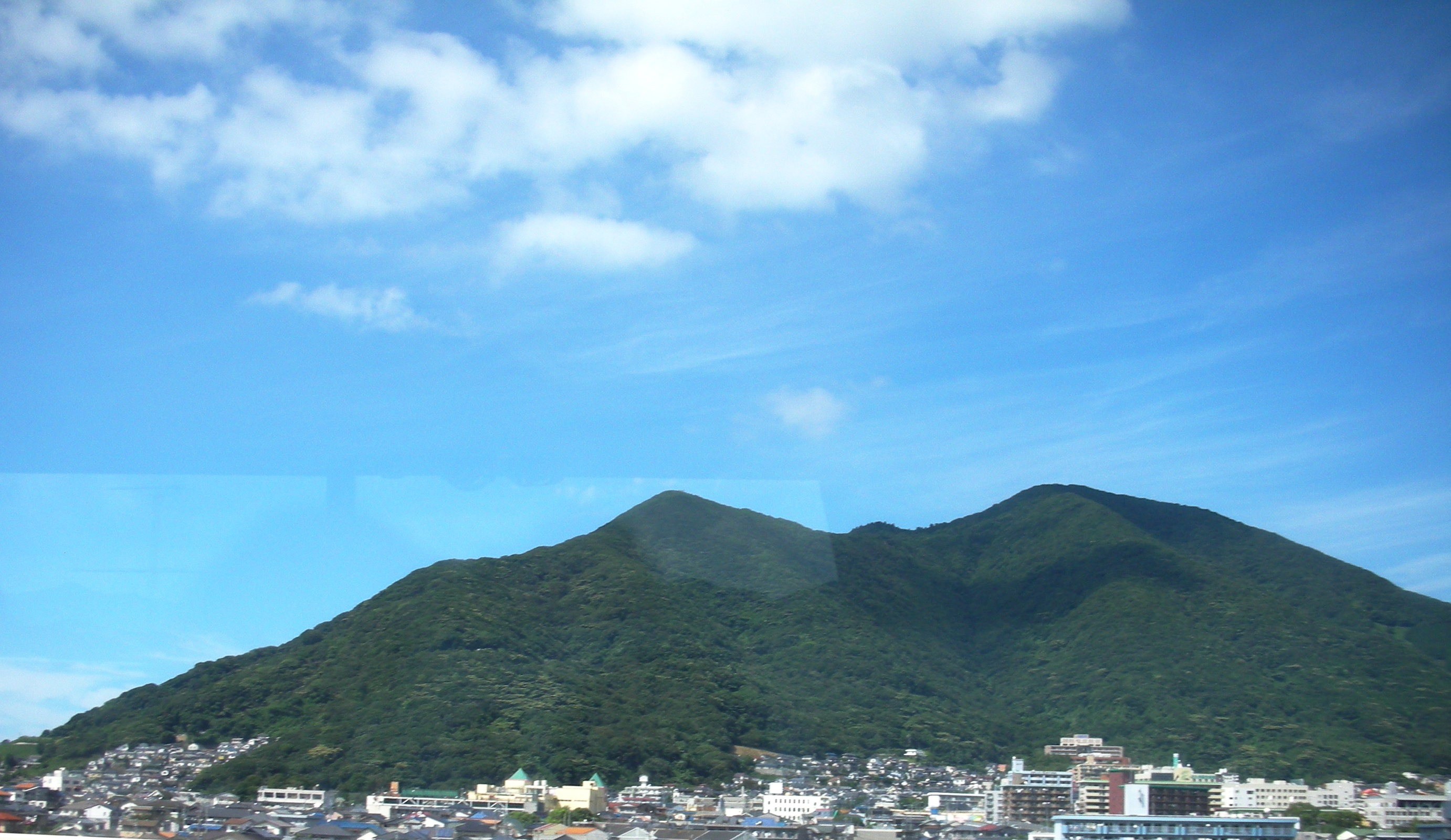
小倉南区横代付近より
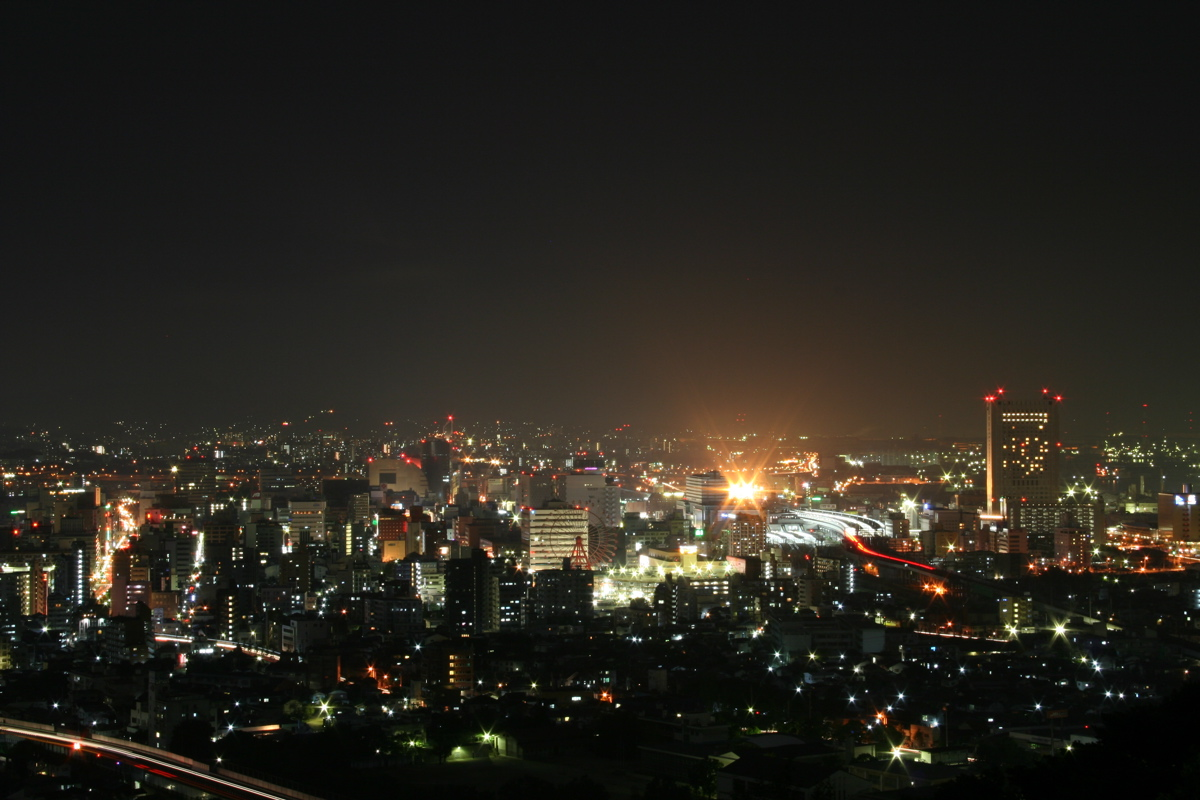
足立山中腹から見る小倉市街地の夜景
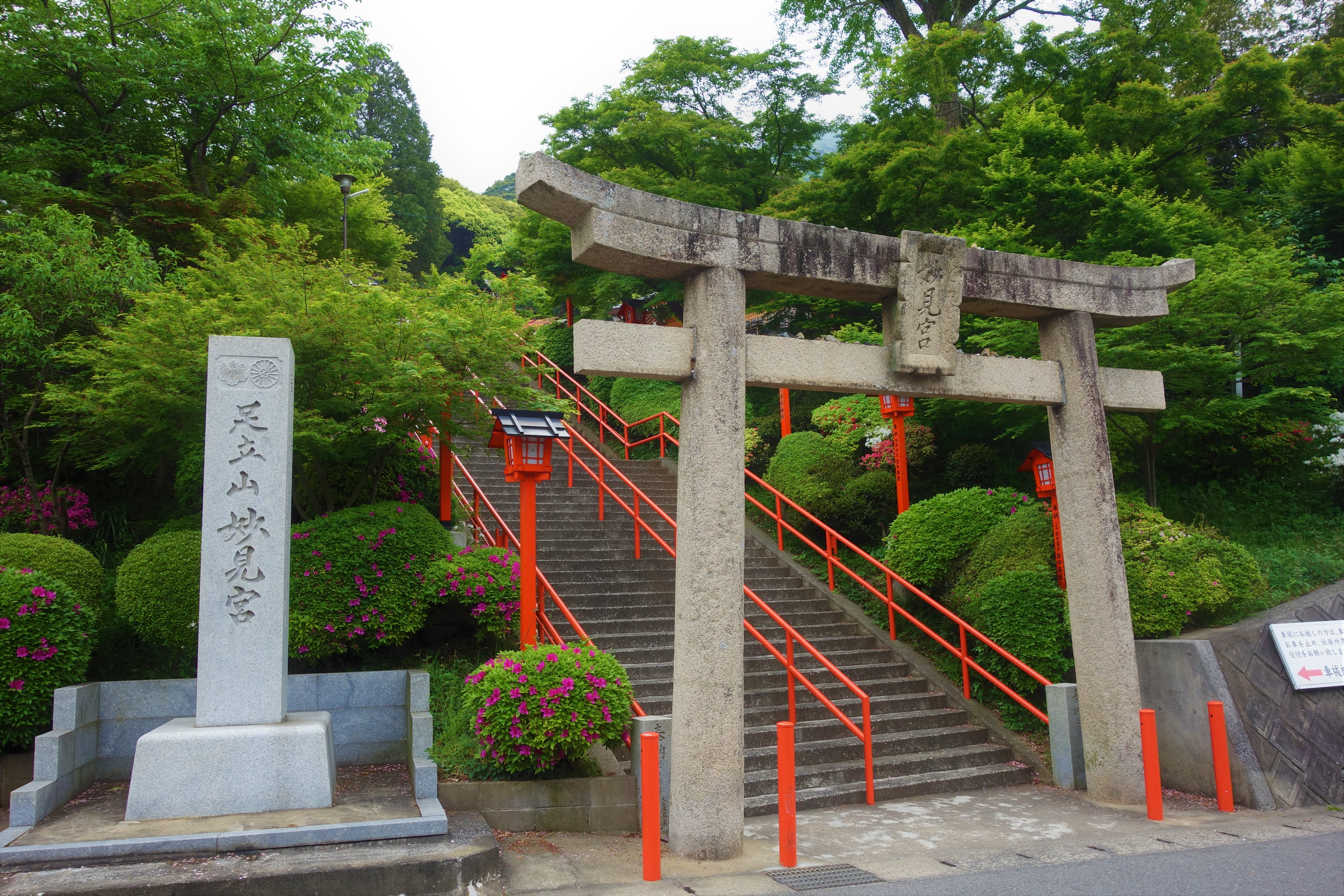
足立山妙見宮
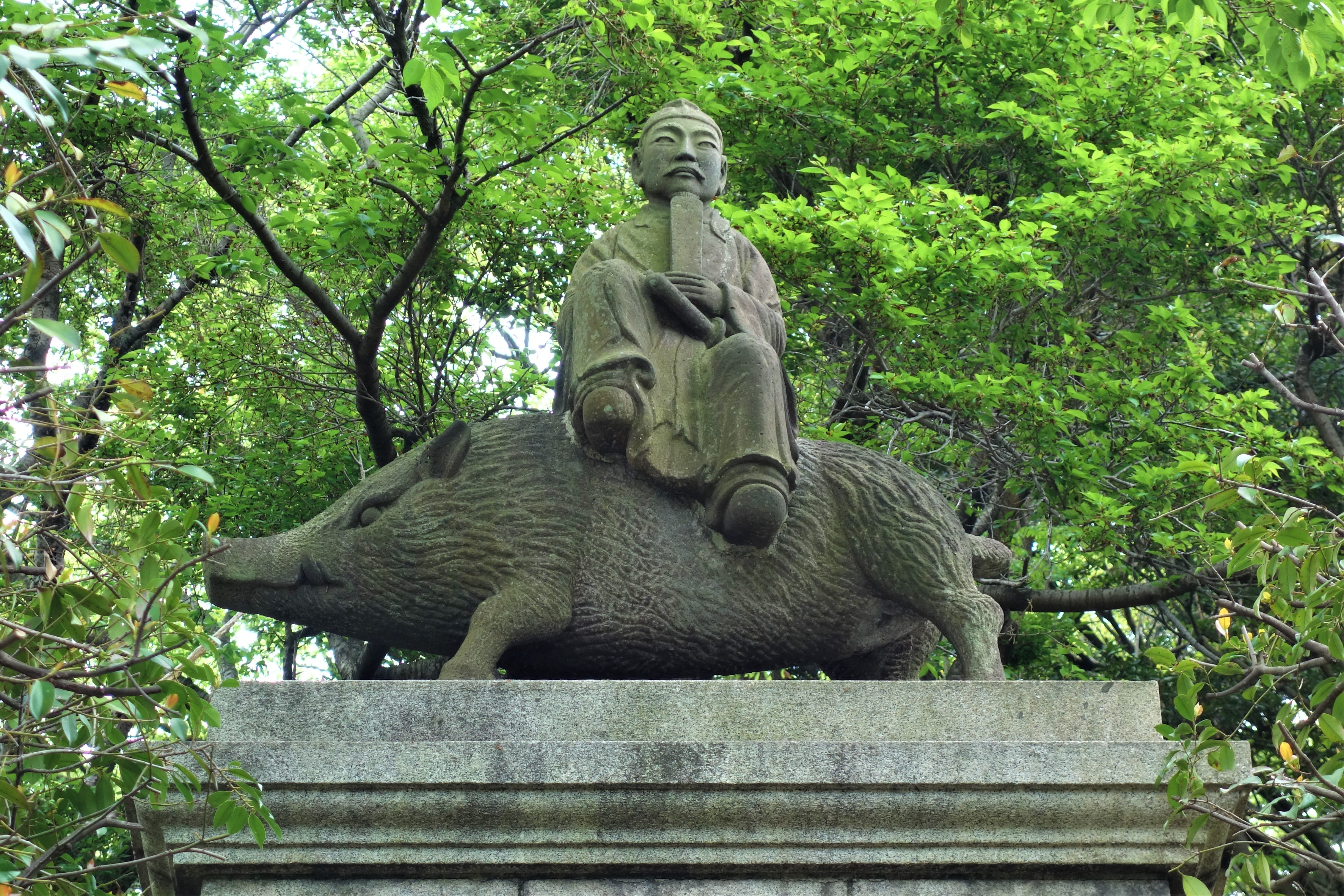
登山口の猪に乗る和気清麻呂像
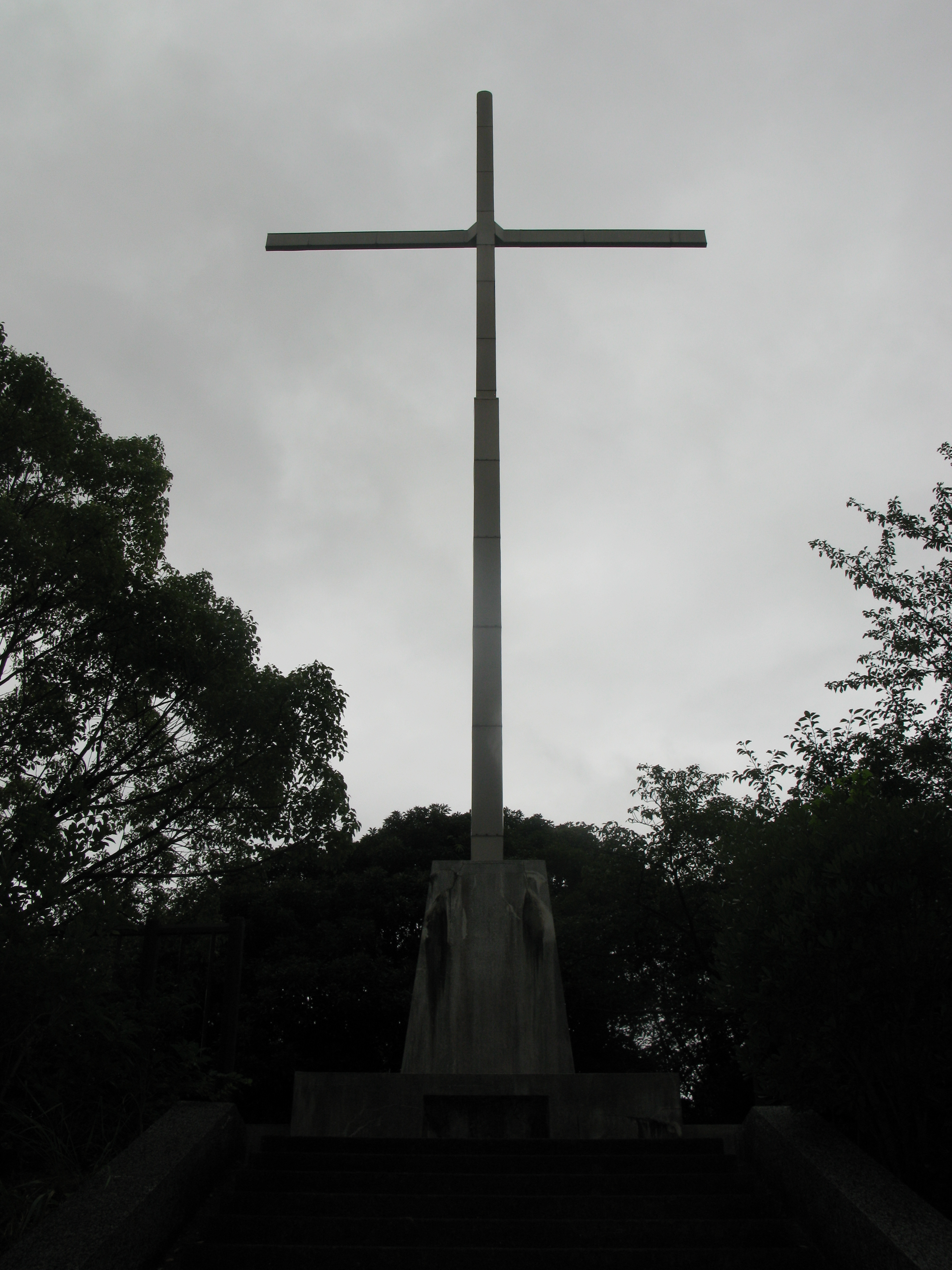
足立山中腹に建つメモリアルクロス（国際連合軍記念十字架）
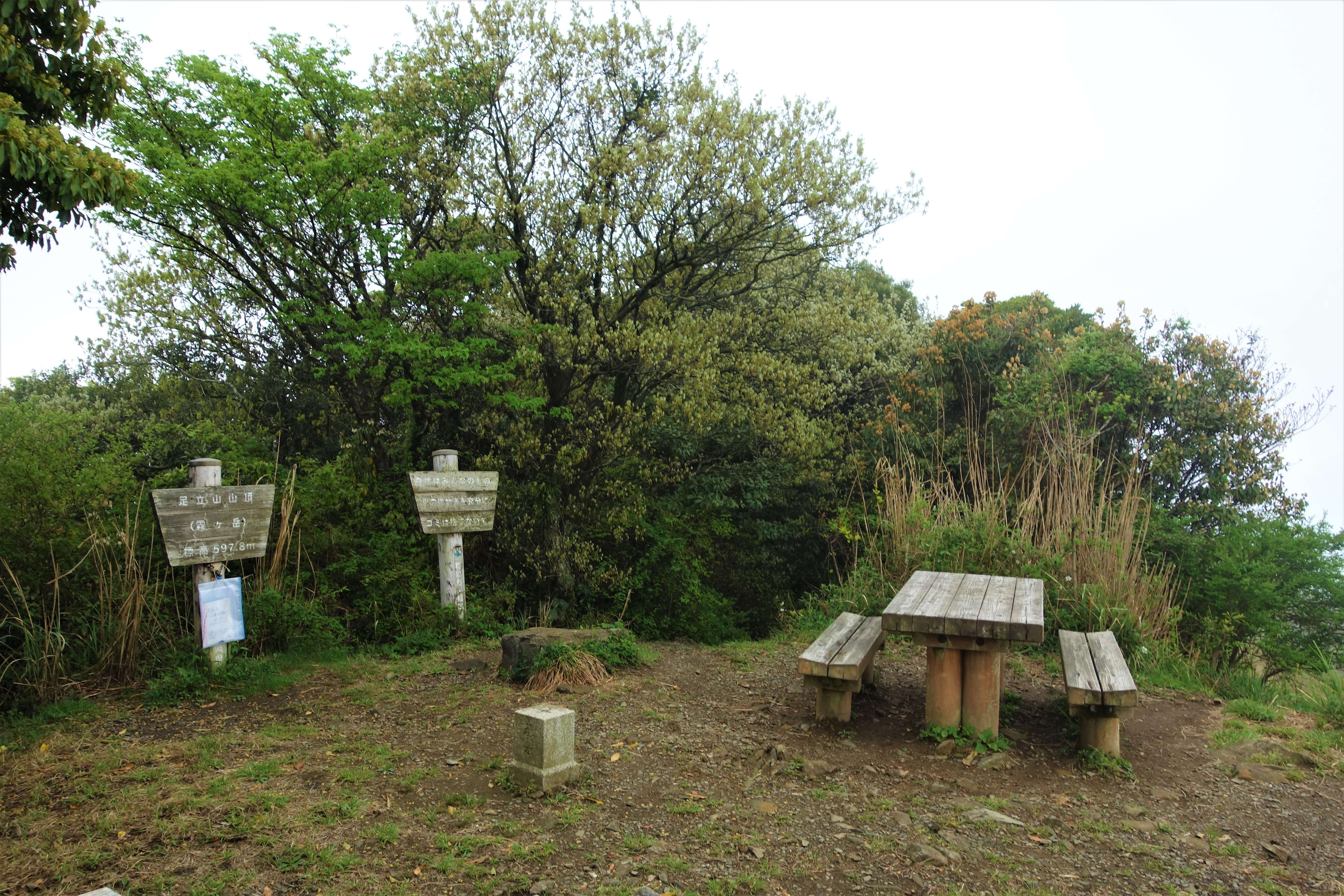
足立山山頂